# Авалокитешвара
Авалоките́швара (санскрит: अवलोकितेश्वर, „Любящите очи“, тибетски: Ченрезиг, китайски: Гуан Ин; японски: Каннон) e велик Бодхисатва, който въплъщава състраданието на всички Буди.
Освен че е сред най-близките ученици на историческия Буда Шакямуни и се смята, че неговото съчувствие не е ограничено до човешката сфера, а се разпростира навсякъде, където има живот и осъзнатост, той никога не отказва помощта си когато и където и да е призован. Той се проявява в множество различни форми, проявява се като мъж или като жена. В Махаяна Будизма са описани 108 негови форми и всичките принадлежат на лотосовото семейство на Буда Амитабха. Името му се свързва с централните за Махаяна Сърдечна Сутра и Лотосова Сутра. Традиционно той се смята за закрилник на Тибет, а Кармапа, Далай лама и още много лами се смятат за негови еманации.

## Етимология
Името Авалокитешвара се състои от следните части: глаголен префикс ava, който значи „(на)долу“; lokita, минало причастие на глагола lok („забелязвам, гледам, виждам, наблюдавам“), тук използвано в активен смисъл (случайна грам. неправилност в санскрит); и накрая īśvara, „господар“, „владетел“, „суверен“ или „господар“. Според сандхи (правилата на санскрит за звукова комбинация), a+iśvara става eśvara. Така комбинирани, отделните части значат „господар, който наблюдава надолу (към света)“ със състрадание, и за това „любящи очи“. Думата loka („свят“) липсва от името, но се подразбира.
Китайското име на Авалокитешвара е Гуанин Пуса (觀世音菩薩), което е превод на по-ранното име „Авалокиташвара бодхисатва.“ На санскрит Авалокитешвара се споменава като Падмапани („Държащия лотоса“) или Локешвара („Господаря на света“). На тибетски Авалокитешвара е известен като Ченрезиг སྤྱན་རས་གཟིགས་, който е прероден в Далай Лама, Кармапа и други висши лами.. Етимологията на тибетското име Ченрезиг е жан (око), ра (непрекъснатост) и сиг (гледа). Това дава смисъла на този, който винаги гледа надолу към всички същества (с окото на състраданието).
Първоначално се смятало, че китайците неправилно са превели думата Авалокитешвара като Авалокиташвара, което обяснява защо Сюен Дзан го превежда като Гуанзизаи (кит. 觀自在) вместо като Гуанин (кит. 觀音). Въпреки това, според последните изследвания оригиналната форма е наистина Авалокиташвара с окончание а-швара (звук, шум), което означава „възприемащия звук“, буквално „този, който гледа надолу към звука“ (с др. думи, плачът на съзнателните същества, които имат нужда от неговата помощ; a-швара може да се тълкува като ар-швара „звук от ридание“). Това е точният еквивалент на китайскят превод на Гуанин. Тази етимология в китайския е продължена от склонността на някои китайски преводачи по-специално Кумараджива да използва варианта Гуаншийн (кит. 觀世音), буквално „този, който забелязва риданията на света“ – където лок се чете едновременно като „гледа“ и „свят“ (скт. лока; кит. 世, ши). Това име по-късно е заменено от форма, съдържаща окончанието -ишвара, която не се среща в санскритския преди седми век. Оригиналната форма Авалокиташвара се появява в санскритски писмени фрагменти през пети век.
Първоначалното значение на името се вписва с будисткото разбиране за ролята на един бодхисатва. Реинтерпретацията представяща го като ишвара показва силно влияние на хиндуизма. Като термин ишвара е най-често свръзван с хинду представата за Кришна (във ваишнавизма) или Шива (в Шаваизма) като Върховен Господар, Създател и Владетел на света. Някои качества на такъв бог са предадени на бодхисатвата, но преобладаващото мнозинство на тези, които почитат Авалокитешвара поддържа будисткото учение за отхвърлянето на какъвто и да е бог-създател.

## Произход

### Махаяна описание
Според учението Махаяна Авалокитешвара е бодхисатва, който прави велик обет да помага на съзнателните същества в трудни времена, и да отложи своето просветление докато не помогне на всяко едно съещство на Земята да постигне Нирвана. Махаяна сутрите свързани с Авалокитешвара са:
- Садхарма Пундарика сутра (Лотус сутра)
- Карандавюха сутра
- Праджняпарамита Хрдая сутра (Сутра Сърце)
- Махакаруна Дхарани сутра (Нилакантха Дхарани)
- Авалокитешвара Екадакамукха Дхарани сутра
- Кунди Дхарани сутра

Лотосовата сутра (скт. Садхарма Пундарика сутра) е приета като най-ранната литература за учението на Авалокитешвара. Те се намират в Лотосовата сутра в 25 глава, Универсалния Път към бодхисатва Авалокитешвара (кит. 觀世音菩薩普門品). Тази глава и посветена на Авалокитешвара, описвайки го като състрадателен бодхисатва, който чува риданията на съзнателните същества икойто помага неуморно на тези, които са призовали неговото име. Общо 33 проявления на Авалокитешвара са описани, включително женските му проявления, които да паснат на нуждите на всички различни същества. Главата съдържа едновременно раздели с проза и стихове. Този най-ранен източник често се предава самостоятелно като собствена сутра, наречена Авалокитешвара Сутра (кит. 觀世音經) и често е рецитирана в будистките храмове в Източна Азия.
Когато китайски монах Фасян пътува до Матхура в Индия около 400 г. н.е., той пише за монасите, представящи дарове на Авалокитешвара. Когато Фасян пътува до Индия през 7 век, той предоставя разкази на очевидци за това, че статуята на Авалокитешвара се почита много от поклонници от всички житейски пътеки, от царе до монаси и миряни. Авалокитешвара остава популярен в Индия до 12 век, когато мюсюлманските нашественици завладяват земята и унищожават будистките манастири.
В китайския будизъм и далечния изток много популярни са практиките наречени Чунди с 18-ръката форма на Авалокитешвара. Тези практики имат своята основа в началото на индийския езотеричен будизъм. Чунди се нарича също като „Чунди Буда-майка“ или „Чунди Бхагавати.“ Популярността на Чунди се удостоверява с трите съществуващи преводи на Чунди Дхарани сутра от санскрит на китайски, направени от края на седми век до началото на осми век.  В края на късната китайска империя тези ранни традиции на езотерични будизъм се знае, че все още са процъфтявали в будистките общности. Робърт Гимело отбелязва, че в тези общности езотеричните практики на Чунди са популярни сред населението и елита.
В школата Тянтай са определени шест форми на Авалокитешвара. Всяко от шестте бодхисатва качества се твърди че, разрушава поотделно пречките от шестте сфери на битието: адски създания, прета, животни, хора, ашури и деви.

### Тибетско описание
В тибетската традиция Авалокитешвара се разглежда като резултат от два източника. Една от тях е относителният източник, където в предишен еон (калпа) предан, състрадателен будистки монах става бодхисатва, превърнат в настоящия калпа в Авалокитешвара. Това не е в конфликт, обаче, с крайния източник, който е Авалокитешвара като универсалната проява на състрадание. Бодхисатва се гледа като на антропоморфизиран носител на действителното божество, служещо за по-доброто разбиране на Авалокитешвара от човечеството.
В тибетския будизъм съществуват седем основни форми на Авалокитешвара:
1. Амогхапаша: е не изпускащия (или непогрешимия) с ласо.(Виж изображение+описание)
2. Сахарубджалокешвара: 1000-ръка форма с 1000 очи.(Виж изображение+описание)
3. Хаягрива: с глава на кон (Виж изображение+описание)
4. Екадасамукха: с 11 лица (Виж изображение+описание)
5. Чунди
6. Чинтамани-чакра: с колелото на суверенната власт
7. Аря Авалокитешвара: великият състрадателен Авалокитешвара; светия суверен наблюдател на света (лока), в превод ишвара, означава „владетел“ или „суверен“, свещения.(Виж изображение+описание)[13][14]

### Тхеравада описание
В Шри Ланка Авалокитешвара все още се почита като натха дева и неговия образ понякога се бърка с този на бодхисатва Майтрея.
Въпреки че болшинството вярващи будисти в Теравада не се покланят на други Махаяна бодхисатви, в Бирма Авалокитешвара е широко почитан, където той се нарича Локанат и в Тайланд, където го наричат Локешвара.

### Съвременни изследвания
Западни учени не са стигнали до консенсус относно произхода на почитане към Авалокитешвара. Някои учени предполагат, че Авалокитешвара наред с много други свръхестествени същества в будизма е заимстван или погълнат от Махаяна будизма от един или повече хинду божества, по-специално от Шива или Вишну (все пак причината за това предположение е сегашното име на бодхисатвата: Авалокит*Е*швара, а не оригиналното име: Авалокит*А*швара.)
Японският учен Шу Хиксоскака въз основа на свое изследване на будистките ръкописи, древни тамилски литературни източници, както и на теренно проучване предлага хипотезата, че древната планина Поталака, дома на Авалокитешвара описана в Гандавюха сутра ив записките на Сюен Дзан е истинската планинина Потикай или Потийл, намираща се в Амбасамудрам, район Тирунелвели, Тамил Наду. Шу казва, че планината Потийл / Поталака е свещено място за хората от Южна Индия от незапомнени времена. С разпространението на будизма в региона започнало по времето на великия цар Ашока през трети век пр.н.е., то станало свещено място и за будистите, които постепенно започнали да преобладават като брой отшелници, които се заселили там. Местните хора, обаче, остават най-вече последователи на индуската религия. Смесеният индуско-будистки култ завършва формирането на фигурата на Авалокитешвара. 
В Теравада Лакешвара означава „господар, владетел или върховния очевидец на света“ е име на Буда като вероятно е доразвит от идеята за Брахма, Вишну или Шива като Локанат, „господаря на световете“. В Индо-Китай по-специално Локешвара се отнася към Авалокитешвара, чийто образ и лице, в мъжествена форма род често се наблюдава, например в Ангкор. Името Локешвара не трябва да се бърка с това на Локешварараджа, който е будата, от когото Дармакара станал монах и дава четирисет и осем обета преди да стане Буда Амитаба.

## Мантра
Един от главните атрибути на Авалокитешвара е неговата шестсричкова мантра Ом Мани Падме Хум, преподавана от тибетските лами като Ом Мани Пеме Хунг заради която е известен и наричан в тибетския будизъм като Шадакшари, тоест „господаря на шестте срички“. Всяка от нейните срички разтваря по едно смущаващо чувство:
- ОМ – трансформира гордостта и егоизма
- МА – ревността и завистта
- НИ – привързаността и егоистичните желания
- ПЕ – невежеството и объркването
- МЕ – алчността и скъперничеството
- ХУМ – омразата и гнева

От втория Кармапа Карма Пакши произлиза традицията на груповото пеене и рецитиране на мантрата, особено почитана също и от последователите на Далай Лама.
Рецитирането на тази мантра заедно с броеница е най-популярната религиозна практика в тибетския будизъм.  Връзката между тази известна мантра и Авалокитешвара се случва за първи път в Карандавюха сутра. Този текст е първият датиран от около края на 4 век до началото на 5 век н.е.  В тази сутра Буда казва на бодхисатва, че рецитирането на тази мантра докато се концентрираш върху звука ѝ може да доведе до постигането на осемстотин самадхи.  Карандавюха сутра изтъква и първата поява на Кунди Дхарани, което се случва в края на текста сутрата. След бодхисатвата най-накрая постига самадхи с мантрата „Ом мани падме хум“, той тогава е може да съблюдава 77-те коти на напълно просветлените будите отговаряйки в един глас с Кунди Дхарани:
намах саптанам самяксамбудда котинам тадятха
ом кале куле кунди сваха
В Шингон будизма мантрата на Авалокитешвара е:
ом аролик сваха
Мантрата на Махакаруна дхарани (дхарани на великото състрадание), също нарича Нилакантха дхарани е 82-сричкова дхарани за Авалокитешвара.

### Дефиниция на Н.С. Далай Лама XIV
Много е добре да се рецитира мантрата Ом Мани Падме Хум, но докато го правите трябва да мислите за нейния смисъл, за смисъла на шестте срички, който е велик и всеобхватен. Първо Ом символизира нечистите тяло реч и ум на практикуващия, но също символизира чистите тяло, реч и ум на Буда. Пътят е посочен от следващите четири срички. Мани означава скъпоценен камък, символизиращ факторите на метода: алтруистичното намерение да станеш просветлен, съчувствие и любов. Двете срички Падме, означаващи лотос символизират мъдростта. Чистотата трябва да бъде постигната чрез неразделимо единство на метода и мъдростта, символизирана от последната сричка Хум, която означава неразделимост. И така шестте срички Ом Мани Падме Хум означават, че в зависимост от практиката на пътя, който е неделимо единство на метод и мъдрост, вие можете да трансформирате своите нечисти тяло, реч и ум в чистите тяло, реч и ум на Буда.

### Дефиниция на Дилго Кхиенце Ринпоче
"Мантрата Ом Мани Пеме Хунг е лесна за произнасяне, но тя е твърде мощна, защото съдържа същността на всички учения. Когато произнасяте първата сричка Ом тя е благословена да ви помогне да постигнете съвършенство в практикуването на щедрост, Ма помага да усъвършенствате практиката на чиста етика, и Ни помага да се постигне съвършенство в практиката толерантност и търпение.Пе, четвъртата сричка помага да се постигне съвършено постоянство, Ме помага да се постигне съвършенство в практиката на концентрацията и накрая последната шеста сричка Хунг помага да се постигне съвършенство в практиката на мъдростта.

## Четирите ръце на медитиращия Авалокитешвара
Според Джамгон Конгтрул Ринпоче четирите ръце на медитативната форма на Авалокитешвара отговарят на Четирите Благородни Истини:
- Двете средни ръце държащи пред сърцето му скъпоценния камък на просветлението отговарят на първата и втората благородна истина. С просветлената си нагласа той премахва страданието и причините за страдание.
- Външната му лява ръка, държаща лотос символизира пълната му свобода от страдание и придобитите съвършени качества. Тя отговаря на истината за края на страданието.
- Външната му дясна ръка държаща кристална броеница със 108 зърна (санскр. Мала) асоциирана с неговата шестсричкова мантра и отговаря на истината за пътя водещ към край на страданието.

## Хилядоръкия Авалокитешвара
Една популярна история разказва за Авалокитешвара, който дава обет да не намери покой докато не освободи всички същества от самсара. Въпреки напрегнатите му усилия, той осъзнава, че все още много страдащи същества предстои да бъдат спасени. След като се бори, за да разбере нуждите на всички многобройни същества, главата му се разделя на единайсет парчета. Буда Амитаба, който вижда това разцепване му дава единадесет глави, за да може с всяка една да чуе виковете на страданието. След като чува тези викове и ги разбира, Авалокитешвара се опитал да достигне до всички онези, които се нуждаели от помощ, но вижда, че двете му ръце са разбити на парчета. Още веднъж, Буда Амитаба идва да му помогне и го снабдява с хиляда ръце, с които да помага на страдащите многобройни същества.
Храмът Бао`ен, който се намира в северозападната част на провинция Съчуан, Китай има много красиво дървено изображение на хилядоръкия Авалокитешвара.

## Тибетски будистки вярвания в Ченрезиг
Авалокитешвара представлява важен идам или медитативна форма в тибетския будизъм, и се разглежда в ученията на Ваджраяна като напълно просветлен буда. В учението на Махаяна той по принцип се разглежда като бодхисатва на високо равнище. Далай Лама е почитан от школата Гелугпа и от много други тибетските будисти като основното земно проявление на Ченрезиг. Кармапа се почита от школата Карма Кагю за първичното проявление на Ченрезиг. Говори се, че Падмасамбхава предсказва, че Авалокитешвара ще се прояви в приемственостите Тулку на Далай Ламите и Кармапите. Друг тибетски източник обяснява, че Буда Амитаба дава на един от двамата си основни ученика, Авалокитешвара, задачата да приеме върху себе си тежестта да се грижи за Тибет. Ето защо Авалокитешвара се проявява не само като духовни учители в Тибет, но също така и под формата на царе (като Трисонг Децен) и министри.
Друго негово популярно проявление в Тибет е Сахасра бхуджа – форма с хиляда ръце и единадесет лица.
В тибетския будизъм Тара се появява от една сълза, пролята от Ченрезиг. Когато сълзата пада на земята, тя създала езеро, в което при разтварянето на лотос се разкрива самата Тара. В друга версия на тази история, Тара излиза от сърцето на Ченрезиг. И в единия, и в другия вариант това е изливане на състраданието на Ченрезиг, което се проявява Тара като същество.

## Проявления
Авалокитешвара има голям брой проявления в различни форми (включително мъдрост богините на мъдростта (видя), пряко свързани с него в образи и текстове). Някои от по-често споменаваните форми включват:
| Санскритско име              | Значение                               | Описание                                                                  |
| ---------------------------- | -------------------------------------- | ------------------------------------------------------------------------- |
| Ариавалокитешвара            | Свещен Авалокитешвара                  | Коренната форма на бодхисатвата                                           |
| Екадасамукха                 | Единадесетоглавия Аволикитешвара       | Добавени лица, за да научи всички същества в десетте нива на съществуване |
| Сахасра-бхуджа Сахасра-нетра | Хилядоръкия, Хилядоокия Авалокитешвара | Много разпространена форма: вижда и помага на всички                      |
| Чинтамани-чакра              | Изпълняващият желания Авалокитешвара   | Държи драгоценната чинтамани колело                                       |
| Хаягрива                     | Авалокитешвара с глава на кон          | Гневна форма; едновременно бодхисатва и Мъдър цар                         |
| Чунди                        | Богинята-майка Авалокитешвара          | Изобразявана с множество ръце                                             |
| Амогхапаса                   | Авалокитешвара с въже и мрежа          |                                                                           |
| Бхрикути                     | Гневливо-окия                          |                                                                           |
| Пандаравасини                | Чист и бял                             |                                                                           |
| Пранасабари                  | Покрит с листа                         |                                                                           |
| Ракта Шадакшари              | Шестте червени срички                  |                                                                           |
| Светабхагати                 | Бяло-телесния                          |                                                                           |
| Удака-шри                    | Вещаещия вода                          |                                                                           |

## Галерия
- Падмапани: Авалокитешвара двурък, изправен с лотосов цвят в ръка
- Четириръка форма на Авалокитешвара
- Хилядоръката форма на Авалокитешвара
- Статуя на 1000-доръкия Ченрезиг, Самие Лин.